# Traminda rufa
Traminda rufa är en fjärilsart som beskrevs av W. Warren 1897. Traminda rufa ingår i släktet Traminda och familjen mätare. Inga underarter finns listade i Catalogue of Life.